# Yvelines
Yvelines (78) és un departament francès situat a la regió d'Illa de França.
El departament d'Yvelines es creà l'1 de gener de 1968, en aplicació de la llei de 10 de juliol de 1964, a partir de la part oest de l'antic departament de Sena i Oise, del qual ha reutilitzat el codi 78.